# 諏訪神社 (茅ヶ崎市)

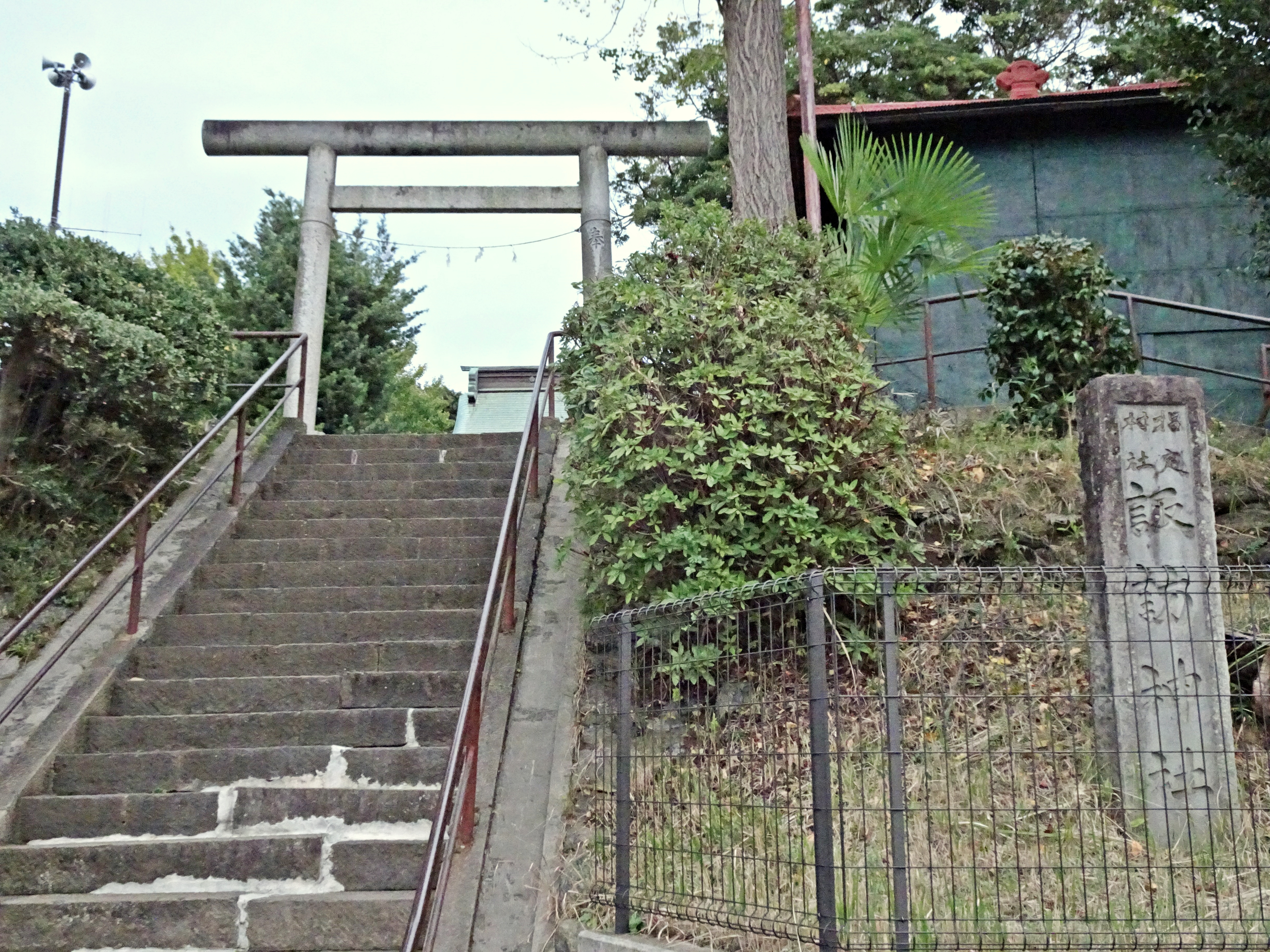
諏訪神社の鳥居と参道

諏訪神社（すわじんじゃ）は、神奈川県茅ヶ崎市香川に鎮座する神社である。茅ヶ崎市香川・みずき地区の総鎮守である。旧社格は村社。高台に社殿あるので富士山が真正面に見える神社である。
香川住在の崇敬者を主とした役員が管理・運営しており、神社の名称を「香川諏訪神社」としている。また、神社本庁の包括していない神社神道系単立となっている。「宗教法人諏訪神社」として、1952年（昭和27年）6月9日に神奈川県知事所轄の宗教法人格を認証している。当社には神職が常駐していないため、御祈祷を行う時などは高田熊野神社の神職が出張依頼を受け付けている。
なお本項では浜降祭に関連して、茅ケ崎市下寺尾に鎮座する諏訪神社（下寺尾諏訪神社）についても後節で解説している。

## 祭神
- 建御名方神
- 八坂刀売神

### 御神徳
- 開運招福
- 交通安全
- 農耕生産

## 由緒
香川の地名の由来は皇国地誌に「遠い昔、隣の下寺尾村に咲く梅の香が、小出川の流れに乗って漂ってきたことによる」と記載されている。同誌に、信濃国の一之宮で元官幣大社であった諏訪大社の御分社として1589年（天正17年）に勧請したといわれている。1842年（天保12年）相模国の地誌『新編相模国風土記稿』によると、高座郡大庭庄香川村の項目には、当山修験普賢寺（現在の香川五丁目付近にあった寺院）が別当寺と名を記載されている。明治維新の神仏分離令により寺を分離する。信濃の諏訪大社に上社下社があるように、香川字篠谷（現在のスリーハンドレッドクラブ付近）に上諏訪神社、香川字東（現在の香川二丁目）にも下諏訪神社があったが、1875年（明治8年）7月に上社を下社に合祀されたのが現在の諏訪神社である。合祀前は、上諏訪神社と下諏訪神社が1年交代で例大祭を執り行っていた。祭神は上社が建御名方神、下社が八坂刀売神で古来旧香川村の総鎮守として農耕生産、開運招福、交通安全の守護神として崇敬され、氏子の信仰が篤く住民のより所となっている。ちなみに上諏訪神社跡には1935年（昭和10年）に建てられた旧跡碑がある。今なお「上の諏訪」といって住民に親しまれている。戦前までは、神仏習合の名残で釣鐘があったが、戦時中、鉄が不足したため撤去されたこともあった。

## 境内
- 表徳碑
- 庚申塔
- 神楽殿（例大祭の時は、カラオケ大会や劇団歌舞伎を行う）
- 神輿殿
- 御札頒布場（社務所）

### 境内社
- 諏訪稲荷神社

## 祭事
- 元旦祭（1月1日）
- 祈年祭（2月17日）
- 例大祭（6月第一日曜日）
- 浜降祭（7月第三月曜日、詳細は後節）
- 夏越祭、戦没者慰霊祭（8月14日）
- 諏訪稲荷神社例祭（9月3日）
- 七五三祝式（11月15日）
- 勤労感謝祭（11月23日）
- 大祓（12月30日）

## 浜降祭と下寺尾諏訪神社
7月の浜降祭は当社（香川諏訪神社）だけでなく、当社の近隣地区にある下寺尾諏訪神社（茅ケ崎市下寺尾鎮座、詳細は後述）も参加している。両神社の神輿は氏子地域を回り、JR香川駅で合流して一緒に浜降祭の祭典会場であるサザンビーチちがさきに向かう。神社の名称が双方とも諏訪神社で同じということから、地元では「兄弟神輿」とも呼ばれている。なお、当社の神輿は1975年（昭和50年）、下寺尾諏訪神社の神輿は1985年（昭和60年）にそれぞれ製作されている。
下寺尾諏訪神社
香川地区の隣の下寺尾地区にもかつて諏訪神社が曹洞宗白峰寺の東側に鎮座していたが、明治末期に堤地区の諏訪神社、行谷地区の金山神社、下寺尾の諏訪神社の三社が合祀され、現在の建彦神社となった。合祀以後、旧諏訪神社については白峰寺の一角に神社記念碑が残されるのみであったが、前述の神輿が完成したことをきっかけとして白峰寺の一角に神輿殿が造られ、さらに2004年（平成6年）5月には建彦神社より御霊分けをし社殿が設けられたことから、下寺尾諏訪神社の再建に至った。
なお、同社は現在までに宗教法人としての認証がされていない。例大祭は8月の最終日曜日に催される。

## 新年初詣の授与品
- 神宮大麻
- 諏訪神社木札
- 諏訪神社御札
- 家内安全守護御札
- 竈御札
- 交通安全御守
- 招福御守
- 破魔矢
- おみくじ

## 氏子地域
- 茅ヶ崎市香川1丁目〜7丁目・みずき1丁目〜3丁目の旧香川地区・みずき4丁目

## 神社関連団体
- 香川諏訪神社神輿保存会
- 香川祭ばやし保存会

## 交通
- JR相模線「香川駅」下車徒歩約5分